# Paratuerta marshalli
Paratuerta marshalli là một loài bướm đêm trong họ Noctuidae.